# Edmonton
Edmonton er en canadisk by og hovedstad i provinsen Alberta. Byen, der har et areal på 670 km², er en af de arealmæssigt største i Nordamerika og har 1.010.899 (2021) indbyggere.
Edmonton blev grundlagt i 1795 da Hudson's Bay Company oprettede en handelsstation på stedet.

## Venskabsbyer
- Gatineau, Canada (1967)
- Harbin, Kina (1985)
- Nashville, USA (1990)
- Wonju, Sydkorea (1998)
- Bergen op Zoom, Holland (2013)